# Miles Gurtu
Miles Gurtu è un album di Robert Miles pubblicato il 10 febbraio 2004.
Come si può evincere dal titolo, il disco è il frutto della collaborazione artistica con il percussionista e compositore indiano Trilok Gurtu.

## Tracce
1. Golden Rust – 4:46
2. Soul Driven – 5:03
3. Wearing Masks – 2:04
4. Tragedy : Comedy – 1:20
5. Omen – 1:53
6. Loom – 5:23
7. Languages of Conscious Thought – 2:13
8. Without a Doubt – 2:19
9. Small World – 3:58
10. Small World (reprise) – 0:35
11. Inductive – 5:09
12. The Big Picture – 5:21
13. Xenon – 2:10